# Psammophylax
Psammophylax är ett släkte av ormar. Psammophylax ingår i familjen Psammophiidae.
Hos släktets arter är halsen inte lika tjock som huvudet och ögonen har en rund pupill. Den robusta bålen är täckt av 17 rader mjuka fjäll. Individerna vistas i gräsmarker och är främst aktiva på dagen och på kvällen. De jagar olika mindre ryggradsdjur med hjälp av gift. Giftet anses inte vara farlig för människor. I utbredningsområdet betecknas arterna som skaapstekers (fårbitare). Antagligen har de inte tillräcklig gift för att döda en full utvecklad råtta. Hotet för får är i princip obefintligt. Honor kan lägga ägg eller föda levande ungar, beroende på art. I kalla områden av Sydafrika dokumenterades intensiv yngelvård.
Arter enligt Catalogue of Life:
- Psammophylax rhombeatus
- Psammophylax tritaeniatus
- Psammophylax variabilis

The Reptile Database listar ytterligare tre arter:
- Psammophylax acutus
- Psammophylax multisquamis
- Psammophylax togoensis